# Kanton Manosque-Sud-Est
Der Kanton Manosque-Sud-Est war bis 2015 ein französischer Wahlkreis im Arrondissement Forcalquier, im Département Alpes-de-Haute-Provence und in der Region Provence-Alpes-Côte d’Azur. Sein Hauptort (frz.: chef-lieu) war Manosque. Die landesweiten Änderungen in der Zusammensetzung der Kantone brachten im März 2015 seine Auflösung. Sein letzter Vertreter im conseil général des Départements war von 2003 bis 2015 Yannick Philipponneau (PCF).

## Gemeinden
Der Kanton umfasste einen Teil der Stadt Manosque (angegeben ist hier die Gesamteinwohnerzahl; im Kanton selbst lebten etwa 4800 Einwohner von Manosque) und weitere zwei Gemeinden:
| Gemeinde              | Einwohner Jahr | Fläche km² | Bevölkerungsdichte | Code INSEE | Postleitzahl |
| --------------------- | -------------- | ---------- | ------------------ | ---------- | ------------ |
| Corbières-en-Provence | 1.068 (2013)   | 19,06      | 56 Einw./km²       | 04063      | 04220        |
| Manosque              | 22.412 (2013)  | –          | – Einw./km²        | 04112      | 04100        |
| Sainte-Tulle          | 3.416 (2013)   | 17,07      | 200 Einw./km²      | 04197      | 04220        |